# Residenzschloss Geyerswörth

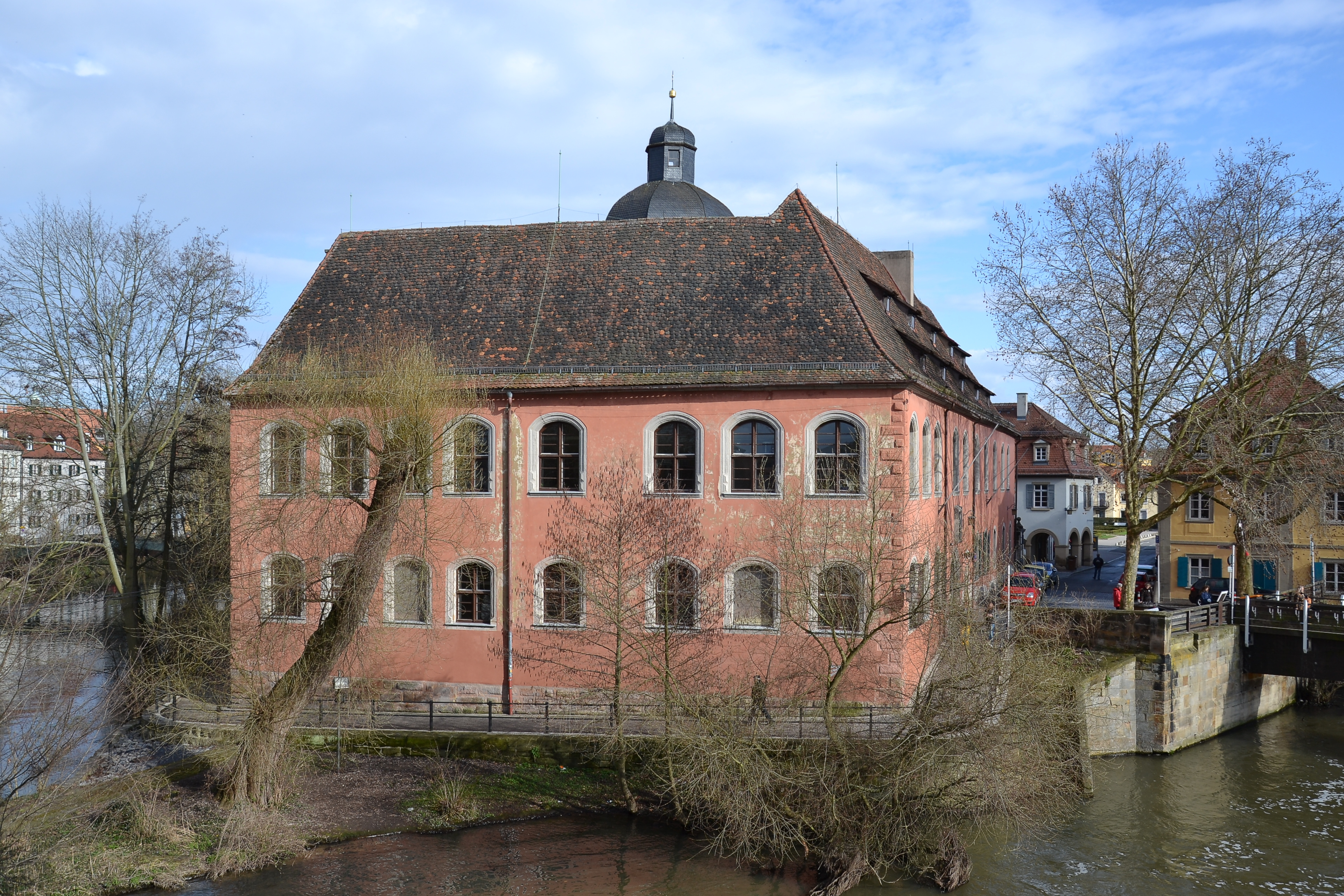
Residenzschloss Geyerswörth aus Nordrichtung

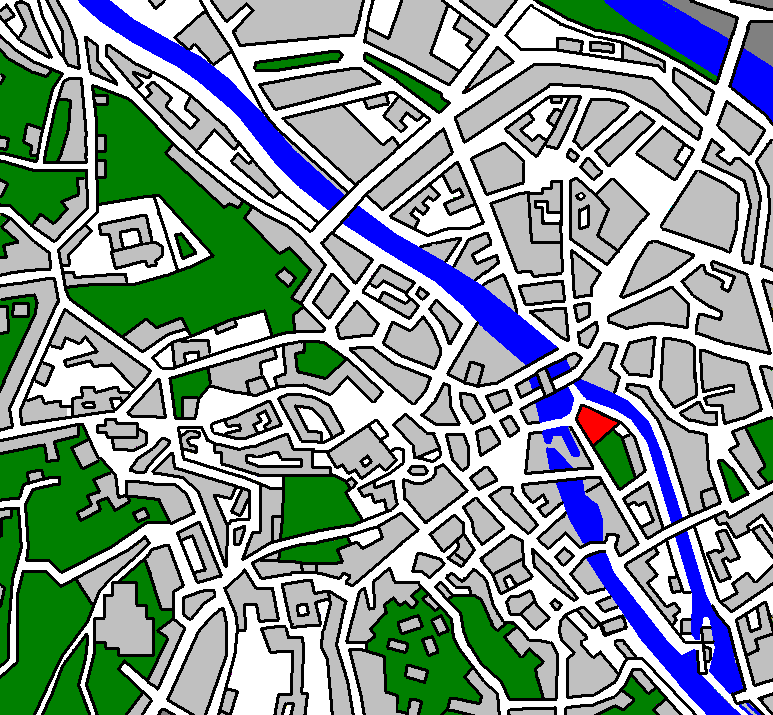
Lage in der Bamberger Altstadt

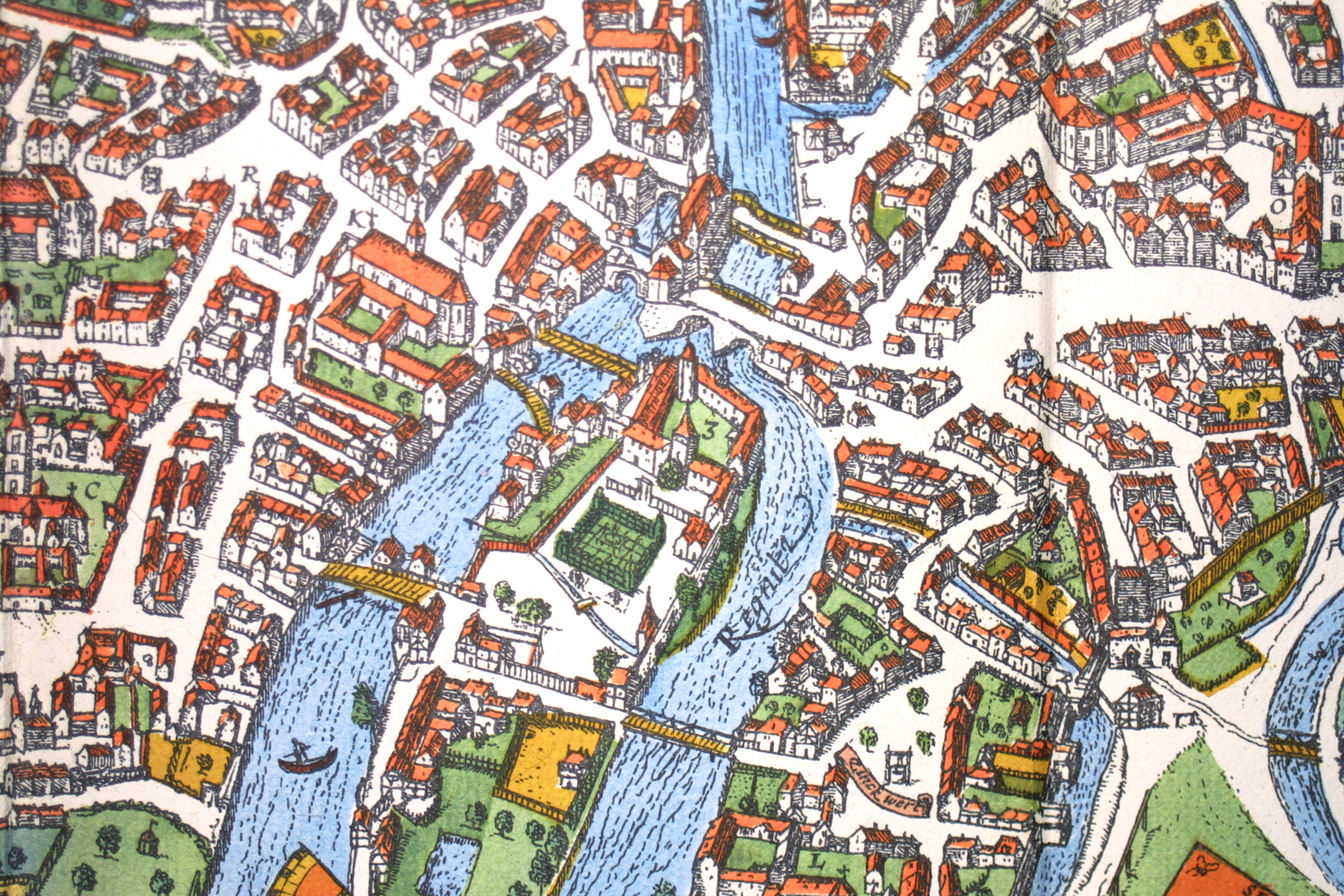
Das Schloss (Mitte, Nr. 3) auf einer alten Karte von Georg Braun und Franz Hogenberg

Das Residenzschloss Geyerswörth ist ein ehemaliges Stadtschloss in der Bamberger Altstadt. Es ist nach der Familie Geyer aus Nürnberg benannt. Im Jahr 1313 errichtete die Patrizierfamilie Geyer dort ein Stadtpalais und gab damit dem Ort seinen heutigen Namen. Im Jahr 1585/1586 siedelte die Familie nach Nürnberg über und überließ das Gebäude dem damaligen Bamberger Fürstbischof Ernst von Mengersdorf.

## Geschichte
Nach 1585/1586 ließ der Fürstbischof Ernst von Mengersdorf das Anwesen der Familie Geyer umbauen und errichtete das heutige Schloss im Stil der Renaissance
Im Jahr 1580 fiel – nach vorherigen Teilaufkäufen seit der Regierungszeit des Fürstbischofs Veit II. von Würtzburg – das Gelände wie auch das Schloss der Familie Geyer an das Hochstift Bamberg.
Fürstbischof Johann Georg I. Zobel von Giebelstadt (regierte von 1557 bis 1580) ließ südlich des Schlosses einen heute nicht mehr vorhandenen Park anlegen. Von diesem Park zeugt nur noch das Gärtnerhaus in Massiv- und Fachwerkkonstruktion, das als Studentenwohnheim im Mühlviertel genutzt wird.
Nach Umbau im Stile der Renaissance unter Einbeziehung des Altbaues diente das Gebäude als Stadtsitz der Fürstbischöfe; als Bauherr gilt Fürstbischof Ernst von Mengersdorf (Wappen außen an der Südwestseite). Es war wohl bis zum Ende der Bauarbeiten an der Neuen Residenz Hauptsitz der regierenden Bischöfe. Im Innenhof ist am Brunnen das Wappen des Bamberger Fürstbischofs Marquard Sebastian Schenk von Stauffenberg zu sehen.
Nach Beendigung der Bauarbeiten am Domberg fand das Schloss großteils als Verwaltungsgebäude Verwendung. Nach dem Einsturz der beiden Renaissancegiebel an der Nordseite in den 1740er Jahren erhielt es sein heutiges Aussehen.
Das Schloss wird von Behörden der Stadt Bamberg genutzt.